# 이원만
이원만(李源万 또는 李源萬, 1904년 9월 7일 ~ 1994년 2월 14일)은 일제강점기의 기업인이자 대한민국의 정치인, 기업인이며 코오롱의 창업주이다. 정치 경력으로는 5대, 6대, 7대 국회의원을 역임했다. 호는 오운(五雲), 경상북도 영일 출신.

## 학력
- 흥해공립보통학교
- 니혼 대학 정치경제학과 2학년 수료

## 경력
- 1935년 아사히공예사 창립
- 1935년 ~ 1945년 아사히공예사 대표이사사장
- 1937년 ~ 아사히피복주식회사 대표이사사장
- 1945년 한민당 청년부장
- 1948년 제헌국회의원 선거에 한국민주당 공천으로 영일군 갑구에 출마, 낙선
- 민주국민당대구시당위원장
- 경북기업(주)사장
- 1949년 ~ 일본한국인경제동우회 부회장
- 1951년 2월 ~ 삼경물산(주)사장
- 1952년 한일회담 때 거류민단 대표
- 재일한국인경제동우회 회장
- 신흥공업(주) 사장
- 개명상사(주) 회장
- 재일한국인무역협회장
- 한국나이롱주식회사사장
- 제5대 참의원 의원
- 주식회사수출산업공단이사회장
- 민주공화당경북제2지구당위원장
- 민주공화당중앙상임위원 및 정책위원
- 제6대 국회의원
- 제7대 국회의원
- 1971년 제8대 국회의원 선거에 낙선
- 1975년 ~ 삼경건설(주) 대표이사
- 1976년 ~ 1977년 코오롱그룹 회장
- 1977년 ~ 코오롱그룹 명예회장
- 1981년 10월 오운문화재단 이사장

## 수상경력
- 대통평 표창
- 1968년 대통령상
- 1977년 은탑산업훈장
- 금탑산업훈장(추서)

## 가족관계
- 부인 : 이위문
  - 아들 : 이동찬, 기업인, 코오롱그룹 명예회장
- 부인 : 윤귀주
  - 아들 : 이동보, 기업인, 코오롱TNS 회장

## 역대 선거 결과
|  | 23.66% |

|  | 11.51% |

|  | 52.70% |

|  | 48.33% |

|  | 44.56% |

## 저서
- 《나의 정경오십년》(1994년)